# Ottavo catalogo di radiosorgenti di Cambridge
L'Ottavo catalogo di radiosorgenti di Cambridge (8C), noto anche con il nome di Rees 38 MHz survey, è un catalogo astronomico di radiosorgenti osservate alla frequenza di 38 MHz. È il penultimo catalogo di radiosorgenti della serie di nove pubblicati dall'Università di Cambridge. 8C fu pubblicato nel 1990 a cura del gruppo di radioastronomi del dipartimento di fisica dell'Università di Cambridge.
Il catalogo mappa circa 1 steradiante di cielo a nord della declinazione +60° ed elenca le posizioni al 1950 e i flussi radio a 38 MHz di circa 5000 sorgenti. La risoluzione angolare è di circa 4,5 × 4,5 minuti d'arco.
Le sorgenti sono nominate con la sigla 8C HHMM+DDd, dove HHMM è l'ascensione retta in ore e minuti e DDd è la declinazione espressa in gradi decimali. Ad esempio la sorgente 8C 0014+861 è così chiamata perché si trova a 0° 14' di ascensione retta e 86,1° di declinazione (coordinate al 1950).